# سيفوتيام
سيفوتيام Cefotiam له نشاط واسع الطيف ضد البكتيريا إيجابية الغرام و البكتيريا سلبية الغرام . ونتيجة لبيتا لاكتاماز، نتائج نشاطها البكتري في موقع جدار الخلية يحدث تثبيط اصطناع عن طريق الألفة لبنسلين ملازم البروتينات.
أطلق Cefotiam باسم Pansporin في فبراير 1981 من قبل تاكيدا الدوائية في اليابان، وكان متاح للعام منذ العام فبراير 1993 .
الزمرة الدوائية مضاد حيوي من الجيل الثاني للسيفالوسبورينات.

## آلية العمل
سيفوتيام يمنع المرحلة النهائية الروابط المتبادلة في إنتاج ببتيدوجليكان مما يحول دون التخليق البكتيري . له نشاط مماثل أو أقل ضد البكتيريا إيجابية الجرام المكورات العنقودية والعقديات، ولكن هو مقاوم لبعض بيتا لاكتاماز التي تنتجها سالبة الجرام. انها أكثر نشاطا ضد الكثير من البكتيريا المعوية بما في ذلك  الساكازاكية، E . كولاي، كليبسيلا، السالمونيلا 

## قابلية التأثر البكتيري بالطيف
سيفوتيام لديه مجموعة واسعة من الأنشطة، وقد تستخدم لعلاج الالتهابات التي تسببها عدد من البكتريا المعوية والبكتيريا المسؤولة عن التهابات الجلد. وفيما يلي البيانات تمثل قابلية MIC لبضعها الهامة طبيا.
- باكتيرويديز فراجيليس : - 16 -> 128 ميكروغرام / مل
- المطثية العسيرة :> 128 ميكروغرام / مل
- المكورات العنقودية الذهبية : 0,25-32 ميكروغرام / مل

## التخليق

تخليق سيفوتيام:
التحضير في ثنائي الهيدروكلوريد البلوري:

## الحرائك الدوائية
- التوافر الحيوي: 60%
- الارتباط البروتيني: 40$
- الاستقلاب: لا يوجد.
- العمر النصفي: ساعة واحدة تقريباً.
- الإطراح: كلوي.

## طرق الإعطاء
حقن عضلي، حقن وريدي.